# Alfa Romeo Disco Volante

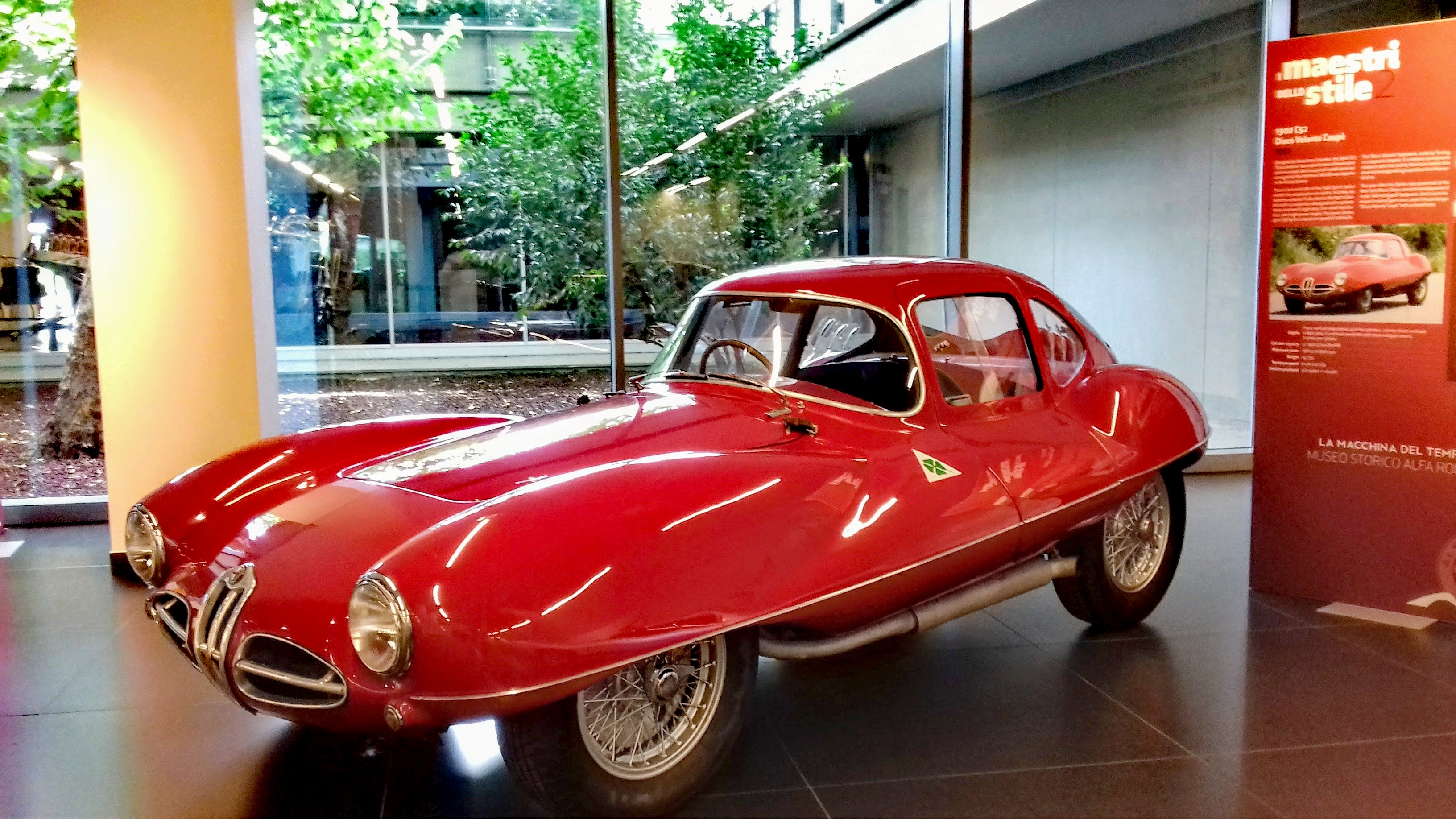
Alfa Romeo Disco Volante Coupé

El Alfa Romeo Disco Volante, también conocido como Alfa Romeo 1900 C52, fue un prototipo de Alfa Romeo producido a partir de 1952. Se diseñó como automóvil de competición en colaboración con Carrozzeria Touring de Milán, con mecánicas tomadas del Alfa Romeo 1900.

## Características
El motor de 1997 cc procedente del Alfa Romeo 1900 fue modificado, con lo que llegaba a desarrollar 158 CV (118 kW). Había sido proyectado en el túnel de viento, que junto al bastidor tubular lo hacían muy ágil y aerodinámico. Su forma le permite alcanzar una velocidad máxima de 220 kilómetros por hora. La transmisión era manual con 4 velocidades. Fue fabricado en tres tipos de carrocería diferentes: un spider y dos tipos diferentes de coupé. Existió también una versión de 3.5 litros realizada para Juan Manuel Fangio. El Disco Volante nunca llegó a ser un automóvil de carreras realmente exitoso, a pesar de que se intentó en diferentes ocasiones, con una única victoria relevante en el Gran Premio Supercortemaggiore. Según algunos el diseño del Jaguar E-Type tiene algunos rasgos de diseño similar al Disco Volante.

## Unidades conservadas
El único Disco Volante de 3.5 litros que se conserva, se encuentra en el Museo Carlo Biscaretti di Ruffia en Turín. Además otros dos prototipos de 2.0 litros se conservan en el Museo Storico Alfa Romeo de Arese y se utilizan regularmente en las carreras de automóviles clásicos. El valor estimado de cada uno es de entre 1 y 2 millones de euros.